# 9K37 Buk
O Buk (em russo:  "Бук"; em português: Faia) é um sistema de defesa antiaéreo, armado com mísseis terra-ar, desenvolvido pela União Soviética e depois pela Federação Russa. Foi desenhado para interceptar mísseis de cruzeiro, bombas inteligentes e aeronaves, tripuladas ou não.
O sistema Buk é o sucessor do 2K12 Kub. O sistema foi desenvolvido para o GRAU ("Diretoria de Artilharia e Mísseis do Ministério da Defesa" russo) com a designação 9K37 e foi nomeado pela OTAN com o codinome "Gadfly" e pelo Departamento de Defesa dos Estados Unidos como SA-11. No decorrer dos anos, ele foi aprimorado e atualizado várias vezes, como as variações Buk-M1-2 e Buk-M2, conhecido no ocidente como SA-17. A última variante, conhecida como "Buk-M3", é a mais recente versão produzida.
Uma versão naval, desenvolvida pela MNIIRE Altair foi feito para a marinha da Rússia, recebendo a designação 3S90M1 pela GRAU e o codinome Gollum e SA-N-7C nos Estados Unidos. O sistema naval foi entregue em 2014.

## Fotos

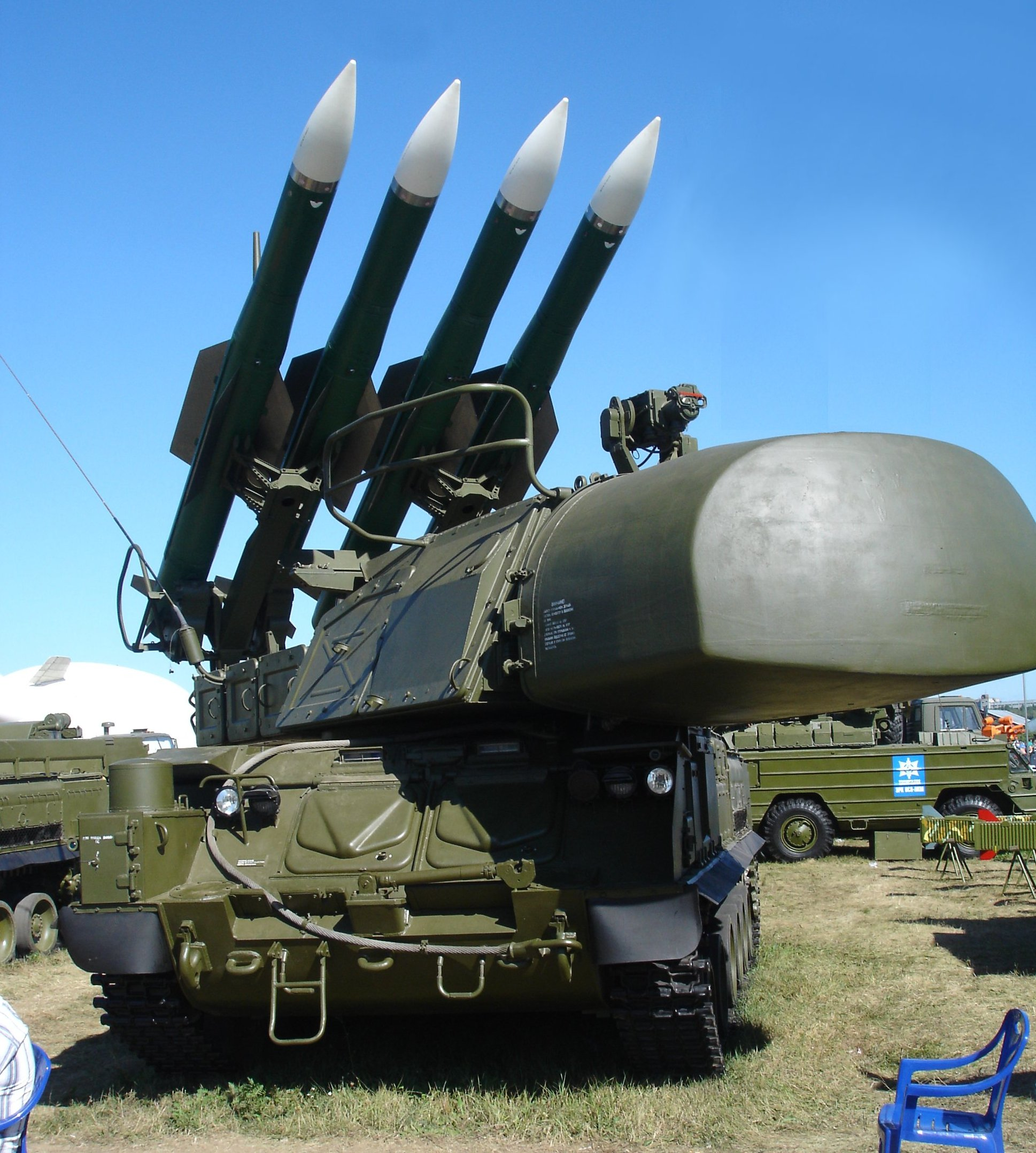
O Buk-M1.
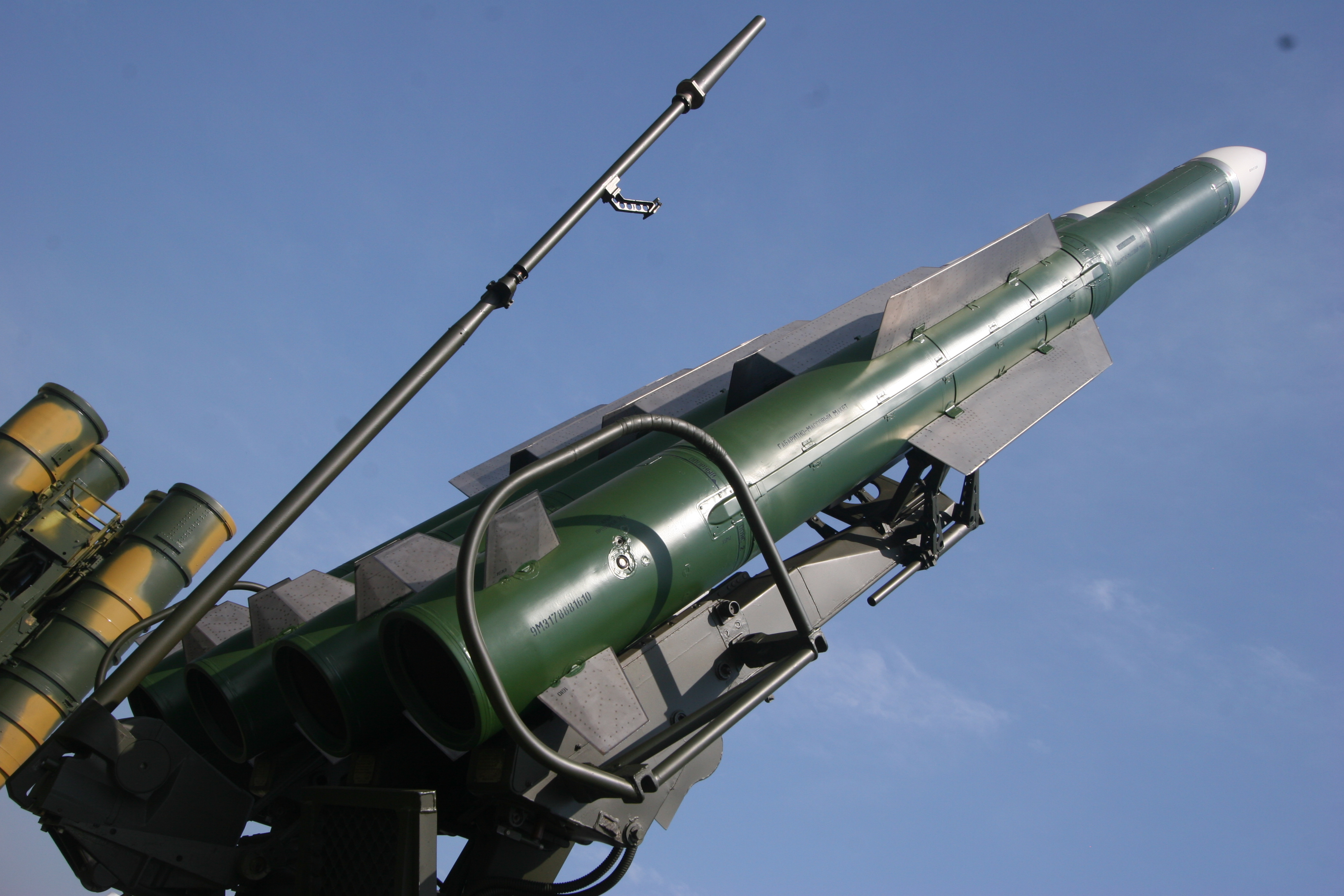
O míssil 9M317 lançado pela estação Buk.
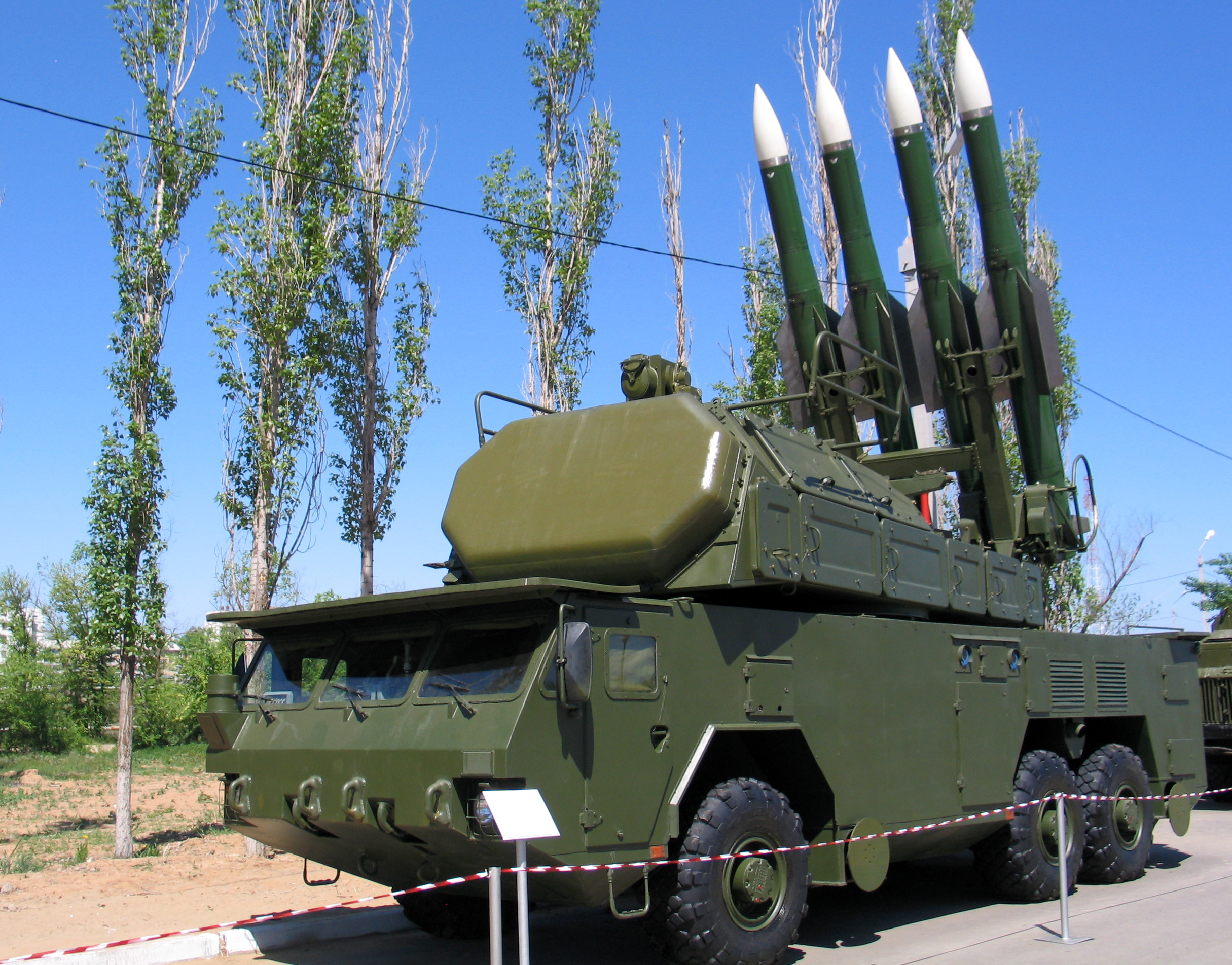
Buk-M2,  montado em um caminhão MZKT-6922.

## Voo Malaysia Airlines 17
No dia 17 de julho de 2014, um Boeing 777-200ER que operava a rota aérea entre Amsterdã e Kuala Lumpur caiu próximo da fronteira entre Ucrânia e Rússia. Autoridades ucranianas e dos Estados Unidos especulam que o avião tenha sido derrubado por um míssil SA-11, vindo de uma estação Buk-M1 em posse de ativistas ucranianos separatistas (fato não confirmado pelo governo russo), que abateram o Boeing pensando que fosse uma aeronave inimiga. Nenhum dos 283 passageiros e 15 tripulantes a bordo sobreviveu.